# Rhodobryum confluens
Rhodobryum confluens là một loài rêu trong họ Bryaceae. Loài này được Paris mô tả khoa học đầu tiên năm 1898.